# Språkspel
Språkspel (tyska: Sprachspiel) är ett centralt begrepp i Ludwig Wittgensteins senare tänkande. Wittgenstein menade med begreppet att yttranden får innebörd i en konkret kontext, och att språkanvändning i olika sammanhang kan betraktas som ett spel där ord och meningar får sin innebörd genom de för ett visst sammanhang givna regler som etablerats genom samspelet mellan människor.